# Sadao Kazama
Sadao Kazama (jap. 風間貞夫 Kazama Sadao; ur. 25 października 1940 w prefekturze Niigata) – japoński zapaśnik walczący w stylu klasycznym. Olimpijczyk z Tokio 1964, gdzie odpadł w eliminacjach w kategorii 78 kg.
Odpadł w eliminacjach mistrzostw świata w 1961, 1962 i 1963 roku.